# Mamestra
A Mamestra  a rovarok (Insecta) osztályának a lepkék (Lepidoptera) rendjéhez, ezen belül a bagolylepkefélék (Noctuidae) családjához tartozó nem.

## Rendszerezés
A nembe az alábbi fajok tartoznak:
- káposzta-bagolylepke (Mamestra brassicae)
- Mamestra configurata
- Mamestra curialis
- Mamestra repentina
- Mamestra tayulingensis